# Thorius longicaudus
Thorius longicaudus es una especie de salamandra perteneciente a la familia Plethodontidae. 

## Clasificación y descripción
Se distingue de otras especies de Thorius por la siguiente combinación de caracteres: (1) talla grande (longitud de 23,5 mm en machos y de 24 mm en hembras); (2) miembros moderadamente cortos: (3) cola muy larga; (4) narinas alargadas elípticamente; (5) ausencia de dientes maxilares; (6) moderado número de dientes vomerinos (5-10 en machos y de 6-10 en hembras); y (7) pronunciado dimorfismo sexual en la morfología craneal.

## Distribución
T. longicaudus es conocido en el estado de Oaxaca. La primera es la vecindad de la localidad tipo, la cual está a lo largo de la Autopista México 131, aproximadamente 19 km al sur de la Villa de Sola de Vega, en uno de las estribaciones más norteñas de la Sierra Madre del Sur del sureste mexicano. Una segunda área es la de cerca de San Vicente Lachixio, cerca de 40 km al noroeste. En la localidad tipo, las salamandras han sido colectadas a lo largo de un camino de terracería hacia el este de la carretera principal cerca de la cima de la cresta. Las elevaciones registradas van de aproximadamente 2.085 a 2.200 m s. n. m.

## Hábitat
El hábitat natural dominante es bosque de pino-encino, sin embargo, mucha de la vegetación ha sido extensivamente deforestada; solamente árboles dispersos permanecen. T. longicaudus alguna vez fue muy abundante en la localidad tipo y bosques adyacentes. En noviembre de 1974 el remanente de bosque en la localidad tipo estaba muy seco y el camino de terracería muy polvoriento. Los bancos a la orilla del camino estaban secos excepto en donde hay sombra profunda. Menos de 10 Thorius fueron encontrados debajo de la corteza de troncos y ninguno bajo piedras. T. longicaudus fue visto vivo en campo la última vez en marzo de 1998.

## Estado de conservación
Basado en los criterios estándar de la Lista Roja de la Especies Amenazadas de la Unión Internacional para la Conservación de la Naturaleza, 2016, se recomienda que T. longicaudus sea enlistado como Críticamente Amenazado: ha habido drástico declive de la población, excediendo el 80%, en sus pocas localidades conocidas en los últimos 30-40 años, las cuales no son aun comprendidas y podrían continuar; y hay un decremento en la extensión y calidad de su hábitat. La especie es conocida de dos áreas geográficas circunscritas, y mientras estas áreas están cerca de 40 km una de la otra, la completa extensión de la ocurrencia es desconocido y el área de ocupación podría ser muy pequeño. Estudios futuros para identificar y evaluar las poblaciones de T. longicaudus en localidades adicionales y para más precisamente definir su rango de distribución completo son urgentemente necesarios.